# Centro M. T. Abraham de Artes Visuales
El Centro M. T. Abraham de Artes Visuales es una institución sin ánimo de lucro. Su oficina central está ubicada en París, Francia, y sus colecciones están guardadas en Ginebra, Suiza. Fue fundado por los descendientes de Mansur Tamir Abraham después de su muerte en 1999. Su intención declarada es promover la apreciación pública del Modernismo, Impresionismo y Arte moderno ruso y europeo, reuniendo piezas que pueden ser prestadas «únicamente para propósitos de exhibición y estudio por parte de instituciones públicas».

## Historia

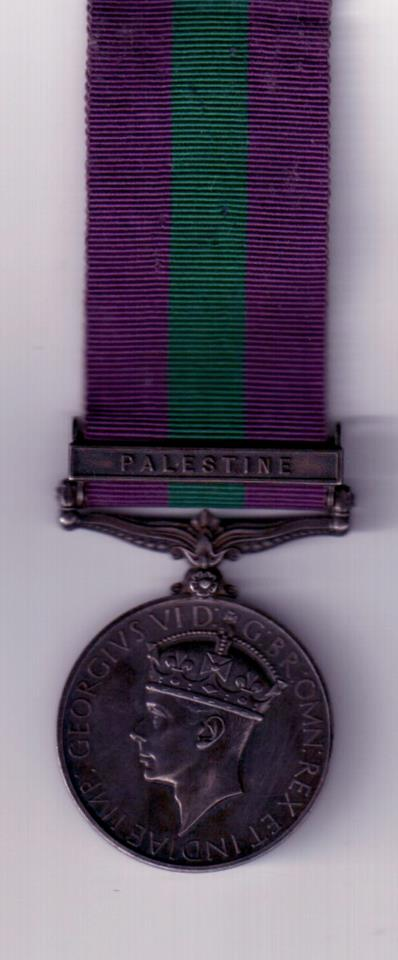
Abraham's George Medal.

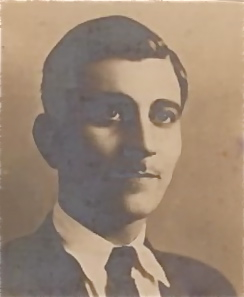
Mansur Tamir Abraham

La organización fue fundada en 2004 por la familia de Mansur Tamir Abraham. M. T. Abraham (nacido el 27 de abril de 1912) nació en Aden, Yemen cuando esta estaba ocupada por los británicos. Abraham fue una autoridad legal en derecho africano y asiático y Gran Bretaña le confirió la George Medal (Medalla de Jorge) por su labor. Asimismo, Abraham fue un meticuloso y ávido coleccionista de arte, centrado mayormente en obras de arte de origen ruso y de Europa Occidental. Muchas de las obras que recopiló se consideraban en su momento sin importancia. Abraham falleció el 9 de enero de 1999 a los 86 años de edad.
En 2004, sus hijos y nietos hicieron de su colección el Centro M. T. Abraham de Artes Visuales, organización sin ánimo de lucro. Su actual presidente es Amir Gross Kabiri, su sede se encuentra en Ginebra, Suiza, y su oficina central en París, Francia.

## Misión
La misión declarada del centro es promover la apreciación pública del Modernismo, Impresionismo y Arte moderno ruso y europeo reuniendo piezas que pueden ser prestadas «únicamente para propósitos de exhibición y estudio por parte de instituciones públicas». El centro tiene un programa de préstamo, mediante el cual pone a disposición obras para su exhibición pública en instituciones acreditadas, incluyendo museos que generalmente no tendrían los medios para organizar esta clase de exposiciones.
Su misión educacional es promover «exhibiciones que estimulen una apreciación y comprensión del arte, su historia, contexto y significado». Las exposiciones patrocinadas por el centro son acompañadas por programas educacionales para niños y jóvenes, llevados a cabo por artistas, educadores y otros profesionales del arte. El centro también proporciona apoyo a jóvenes artistas y estudiantes de Estudios Judaicos.

## Colecciones
Hasta 2011, el centro cuenta con una colección de más de trescientas obras de arte de más de cincuenta artistas, centrada en el Modernismo europeo y ruso de fines del siglo XIX y del siglo XX. Los géneros cubiertos por este período incluyen el Impresionismo, Postimpresionismo, Constructivismo, Cubismo, Cubo-Futurismo, Neo-Primitivismo, Rayonismo, Suprematismo, y Futurismo. El centro cuenta con una colección completa de esculturas de Edgar Degas, que ha sido prestada a instituciones tales como la Galería Nacional de Arte en Sofía, Bulgaria el Museo de Arte de Tel Aviv en Israel, y el Instituto Valenciano de Arte Moderno. La siguiente es una lista parcial de los artistas incluidos en la colección:
| - Avigdor Arikha - Alexei Chostenko - Salvador Dali - Edgar Degas - Natalia Goncharova - Boris Grigoriev - Menashe Kadishman - Raffi Kaiser - Boris Kleint | - Moshe Kupperman - Mikhail Larionov - Uri Lifshitz - Nadav Lifshitz - Lazar Lissitzky - Kazimir Malevich - Zwi Milshtein - Joan Miró | - Roberto Matta - Vera Pestel - Nikolai Pirosmani-Shvili - Vladimir B. Rosine - Henri Rousseau - David Shterenberg - Sergei Senkin - Vladimir Tatlin - Vladimir Titov |

## Galería

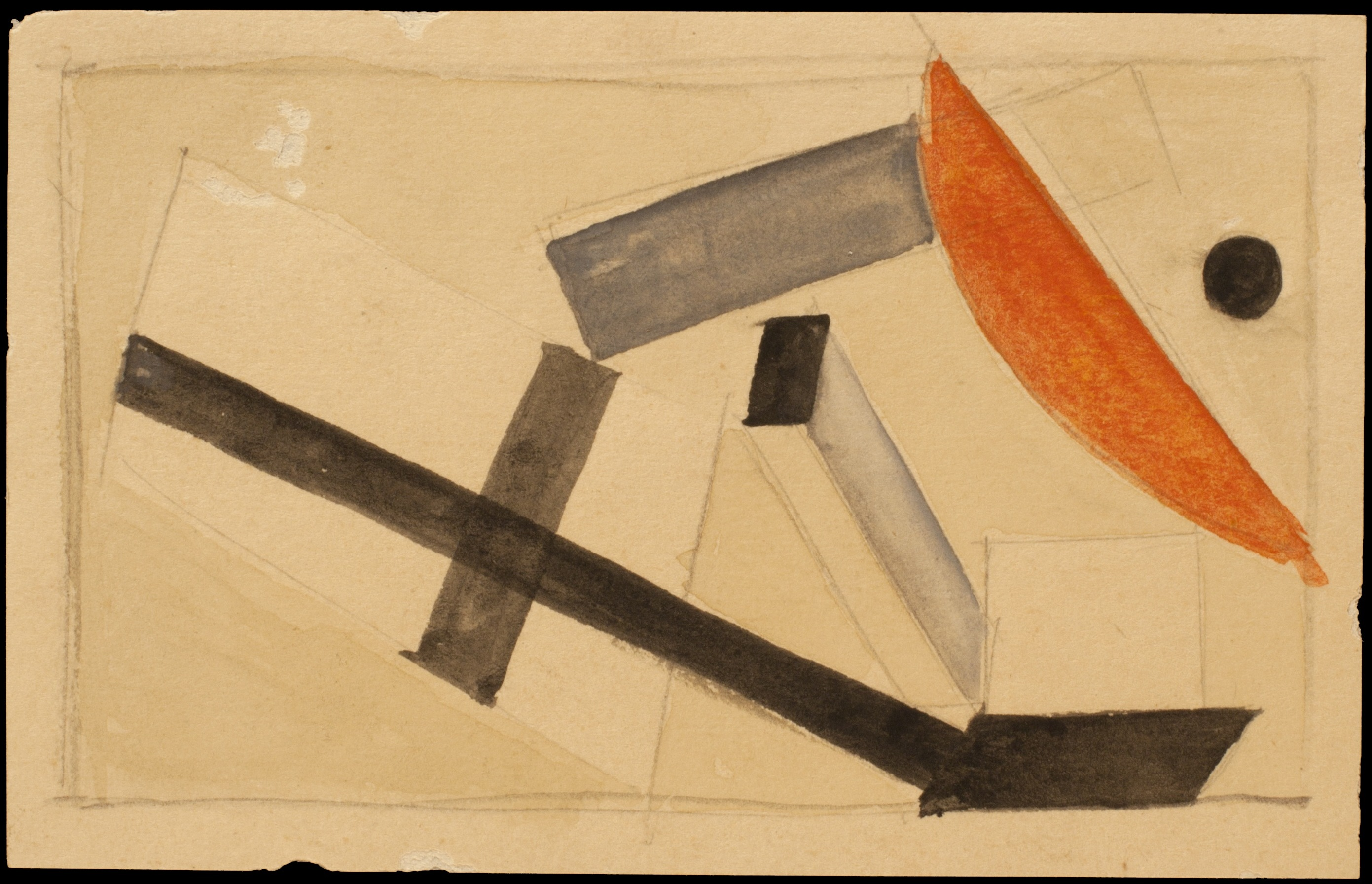
El Lissitzky, "Proun," 1924
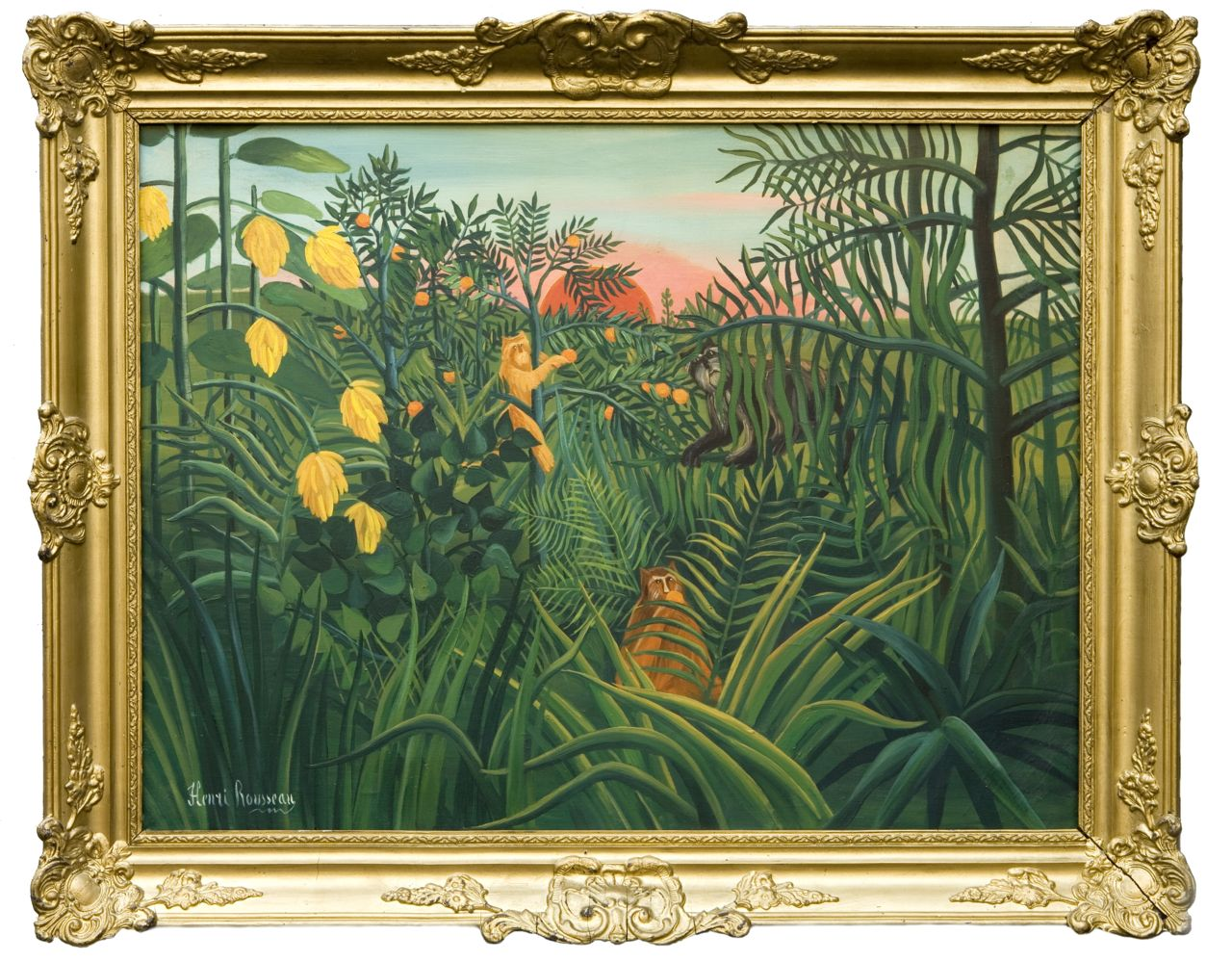
Henri Rousseau, "Three apes In The Orange Grove," 1907c
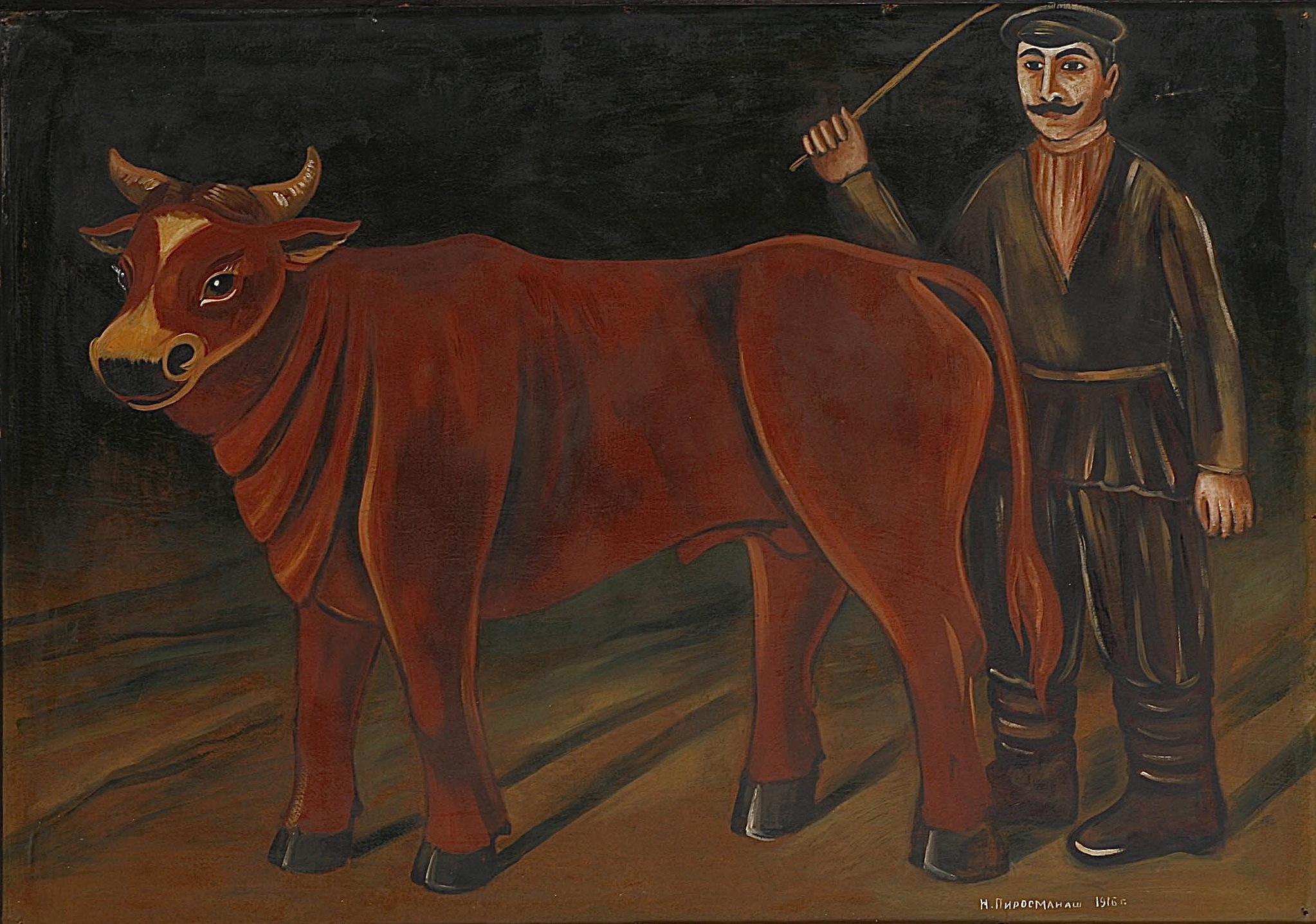
Niko Pirosmanashvili, Farmer with a Bull, 1916
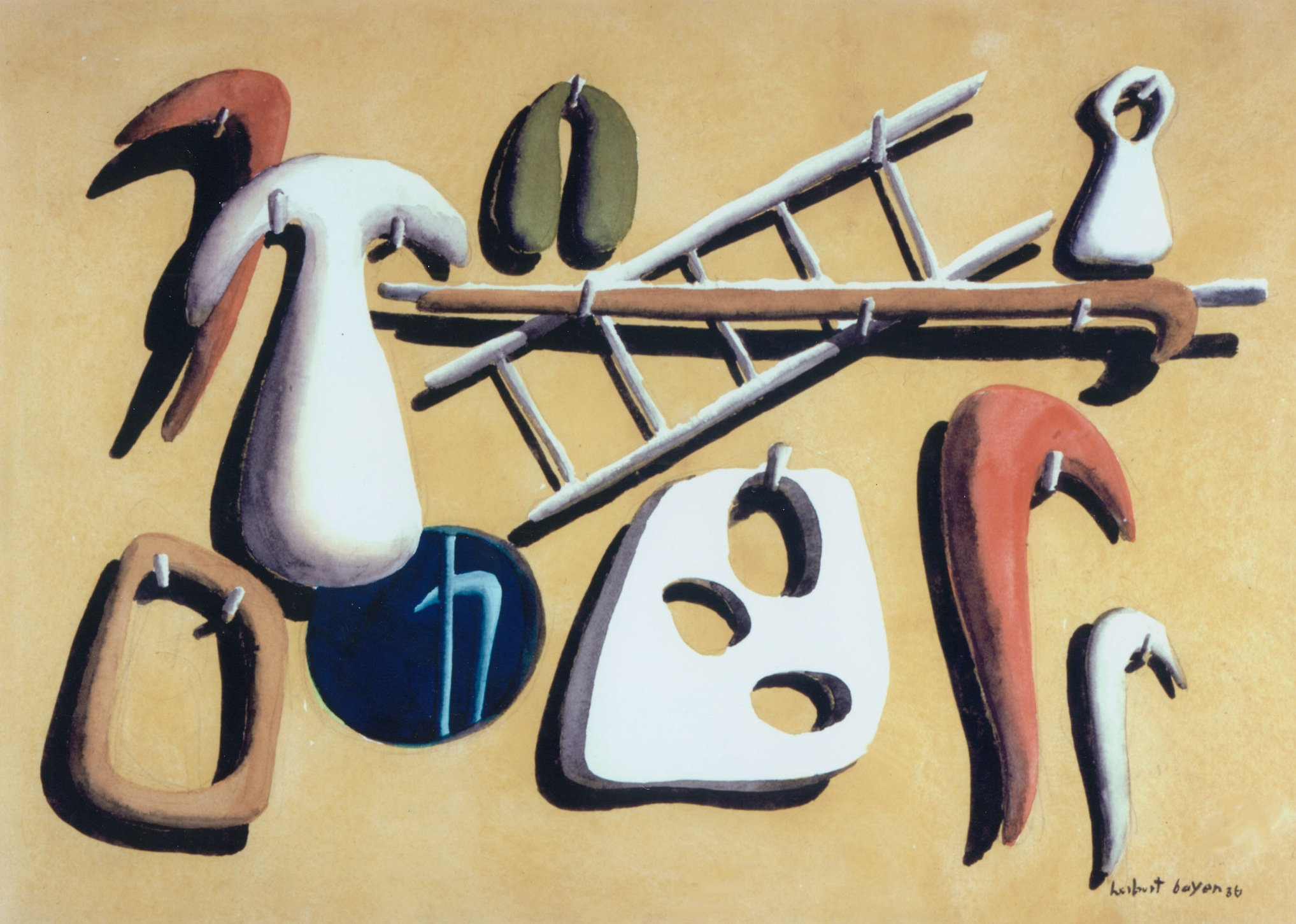
Herbert Bayer, "Stadelwand," 1936
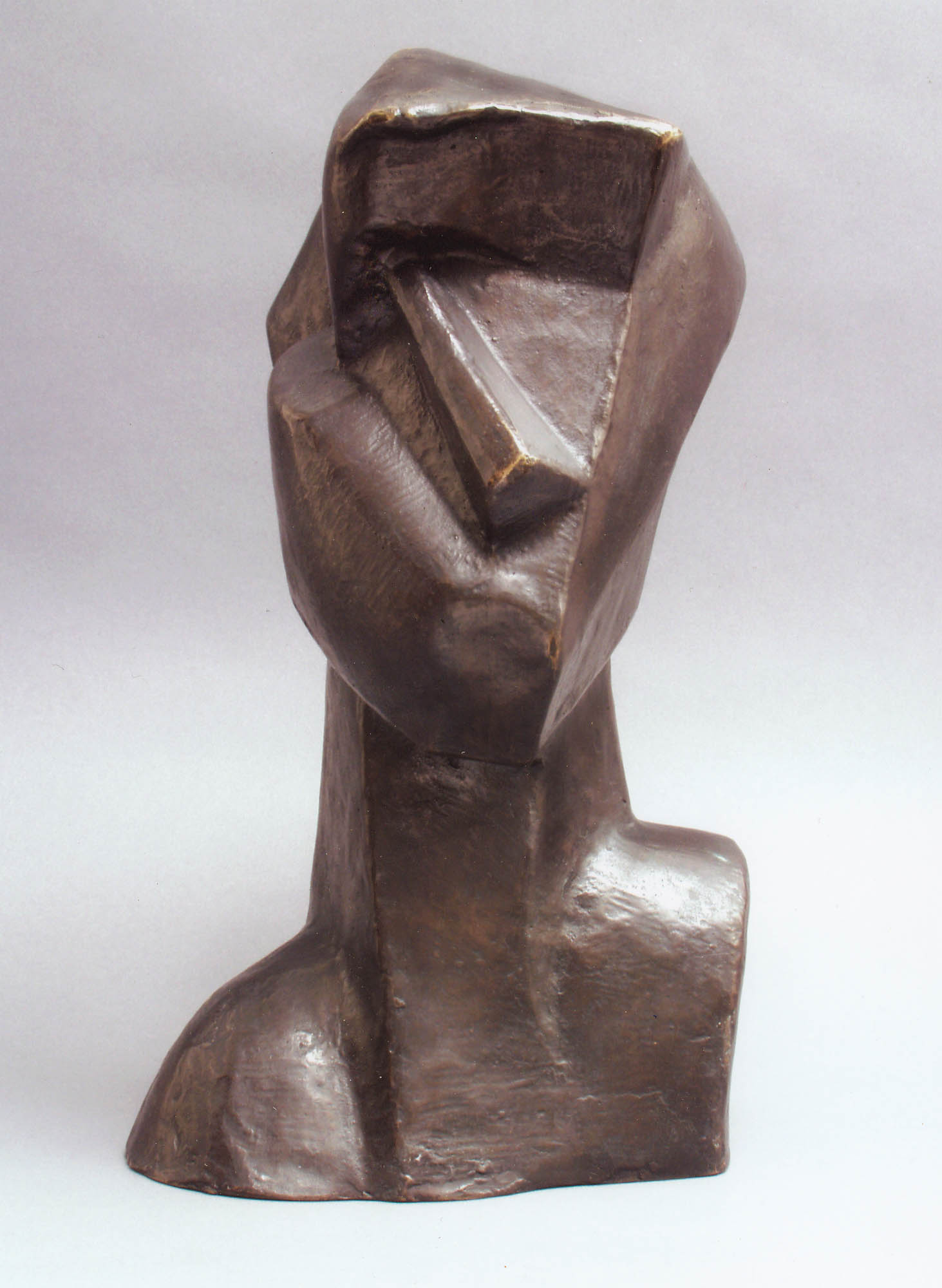
Joseph Csaky, "Tete," 1914
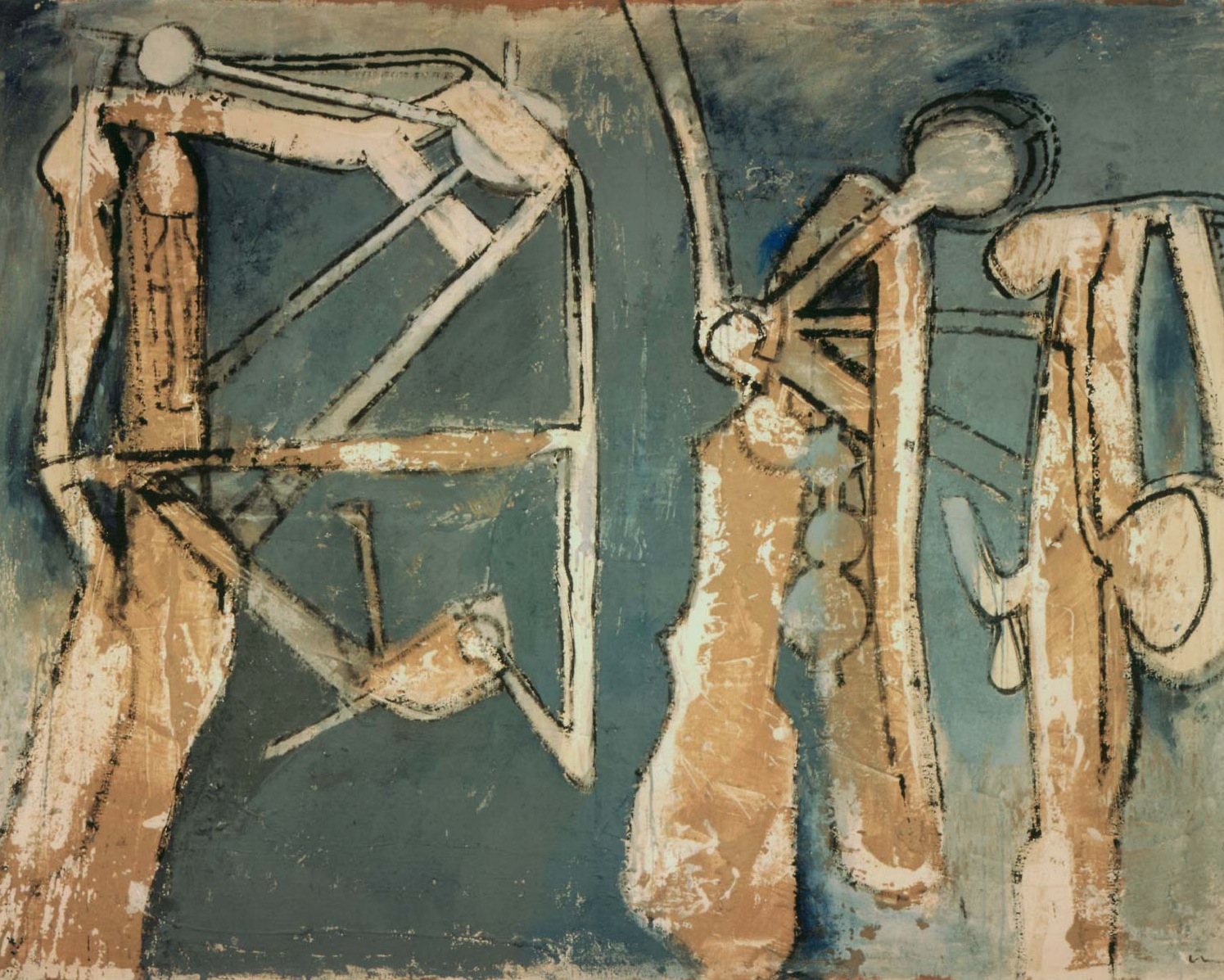
Roberto Matta, "Three Figures," 1958c.
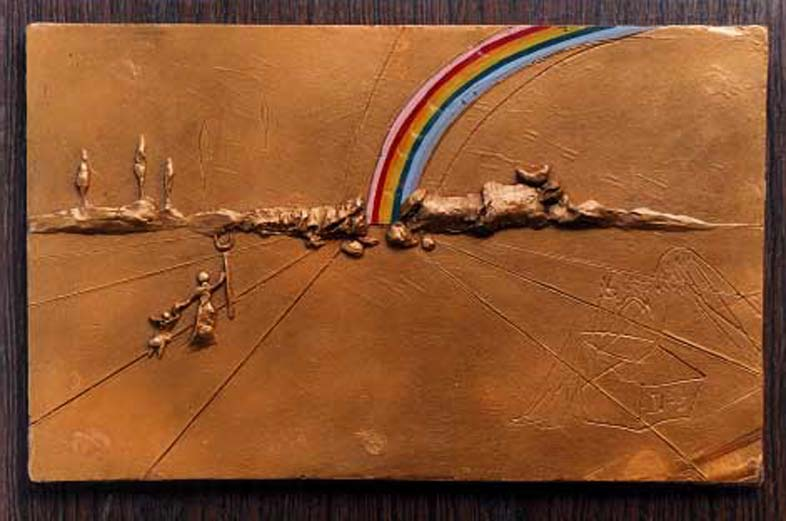
Salvador Dali, "The Rainbow," 1972
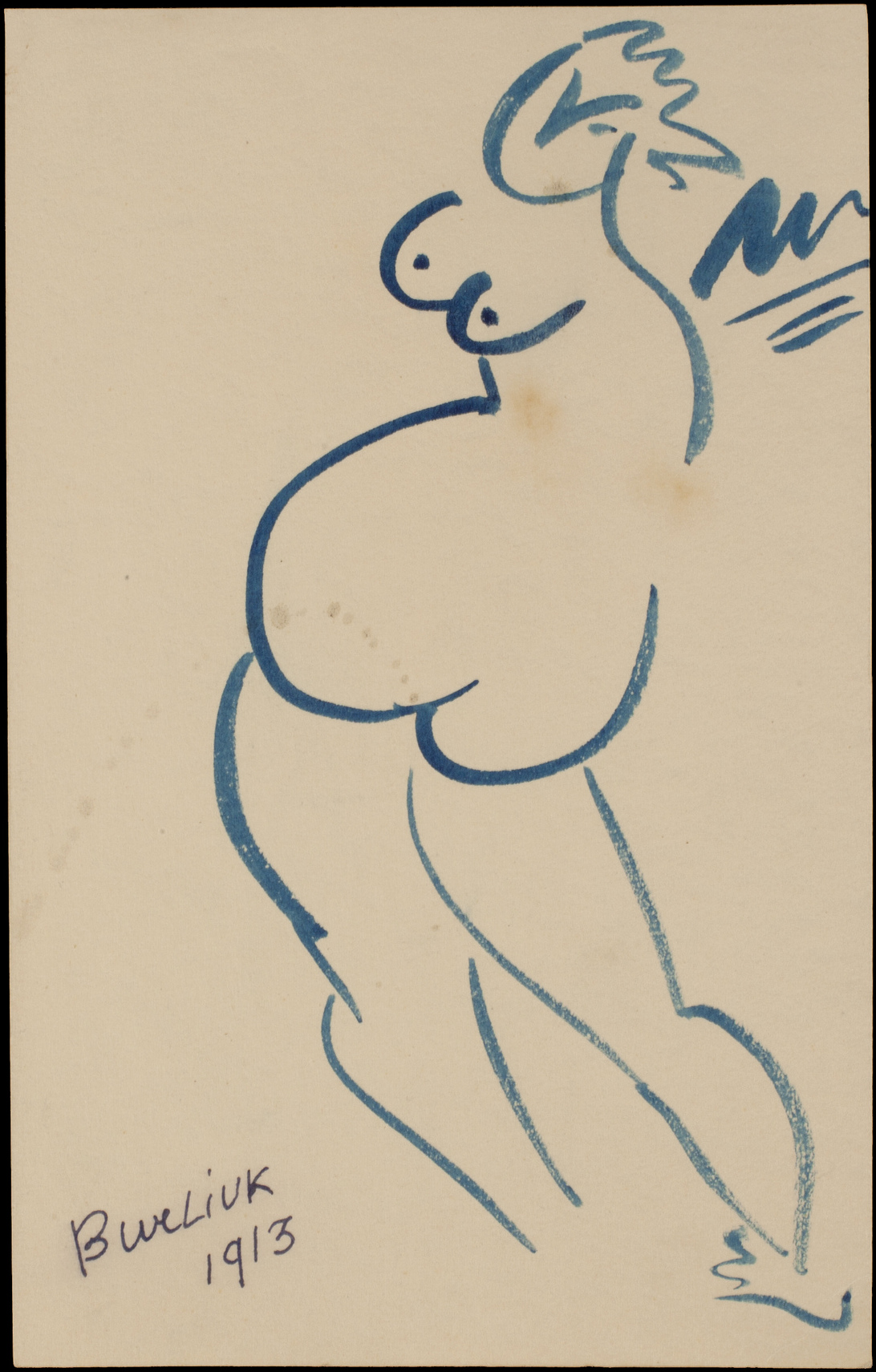
Vladimir Burliuk, "Femme Figure," 1913